# Handballtorwart

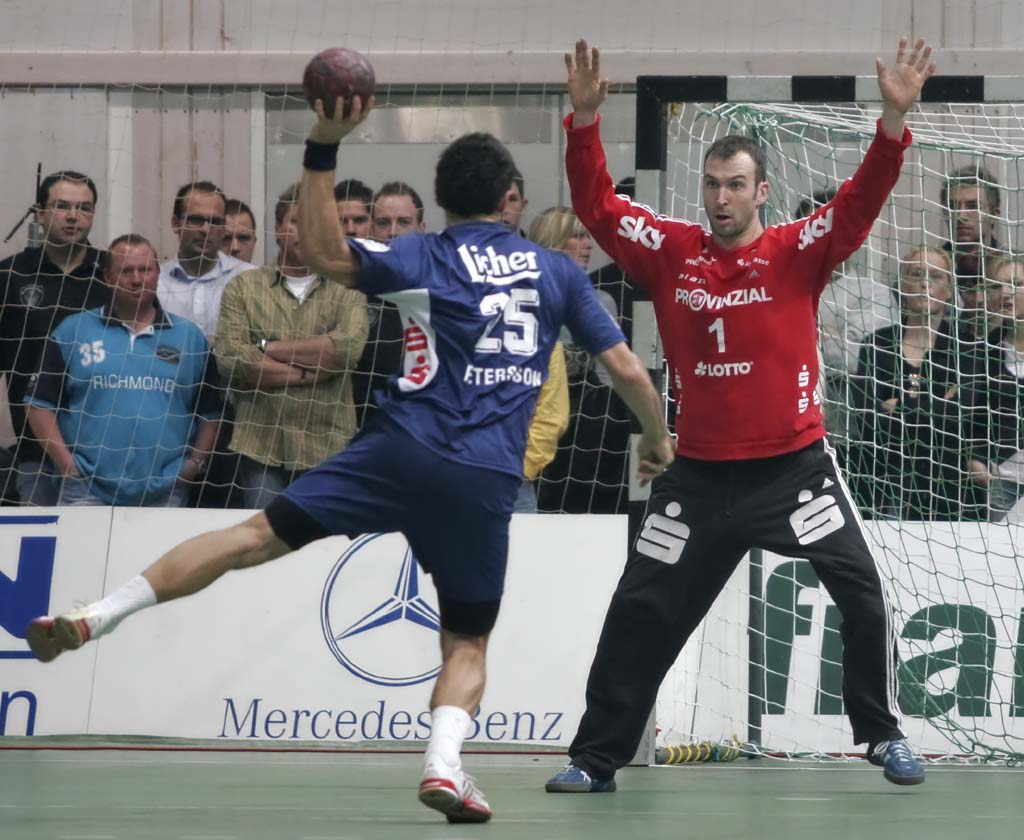
Thierry Omeyer bei einem Siebenmeter

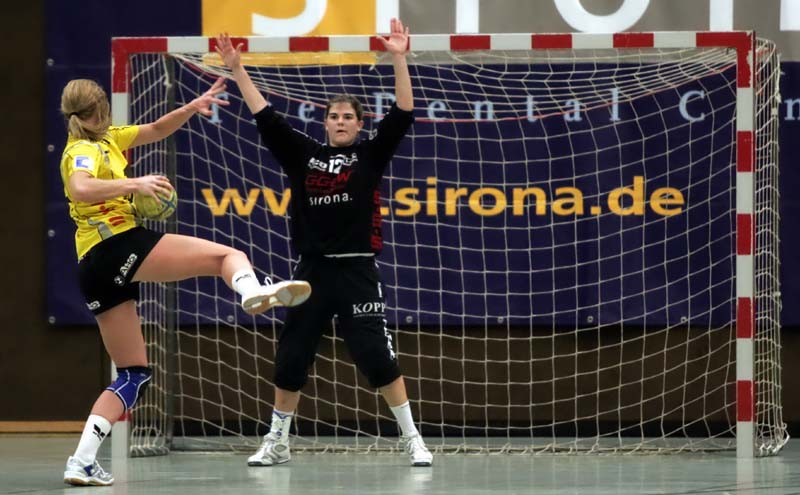
Eine Torfrau beim Siebenmeter

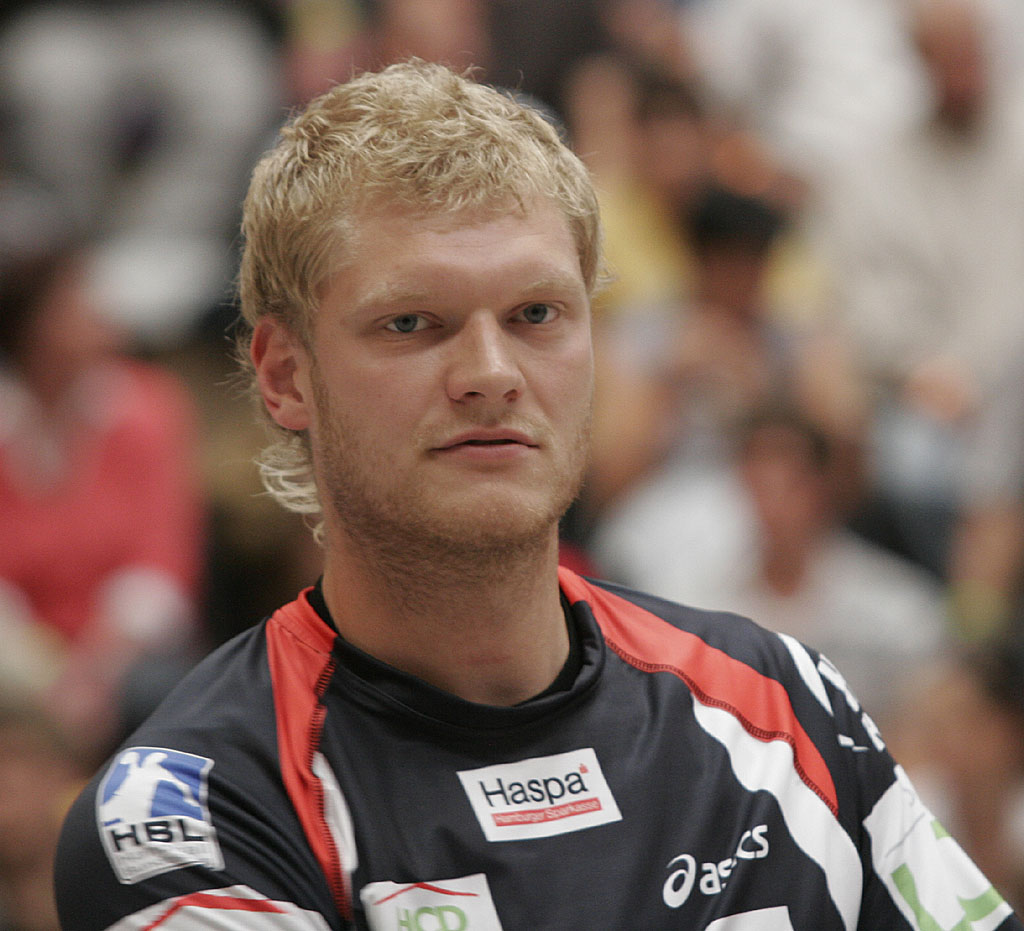
Johannes Bitter

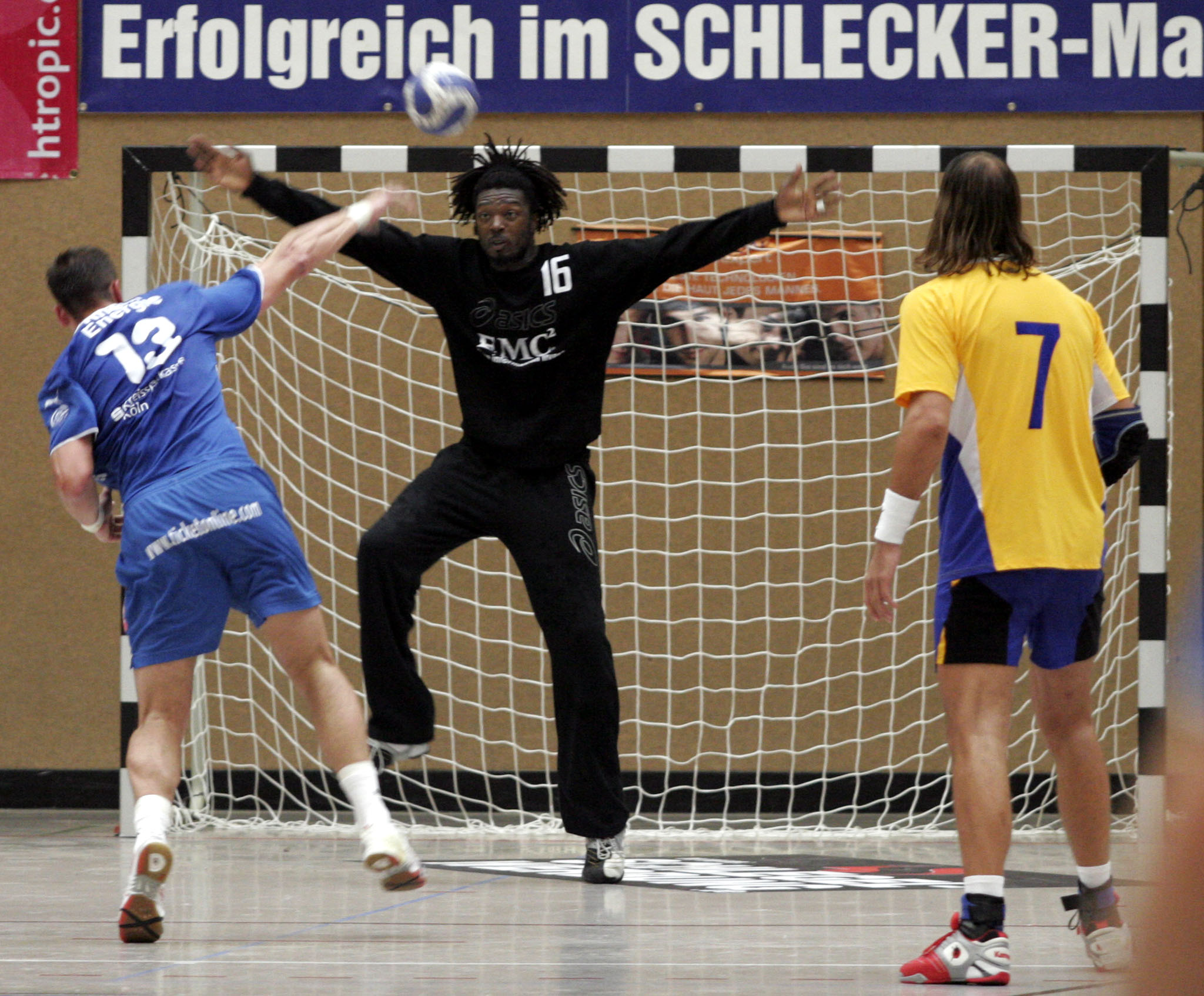
Daouda Karaboué

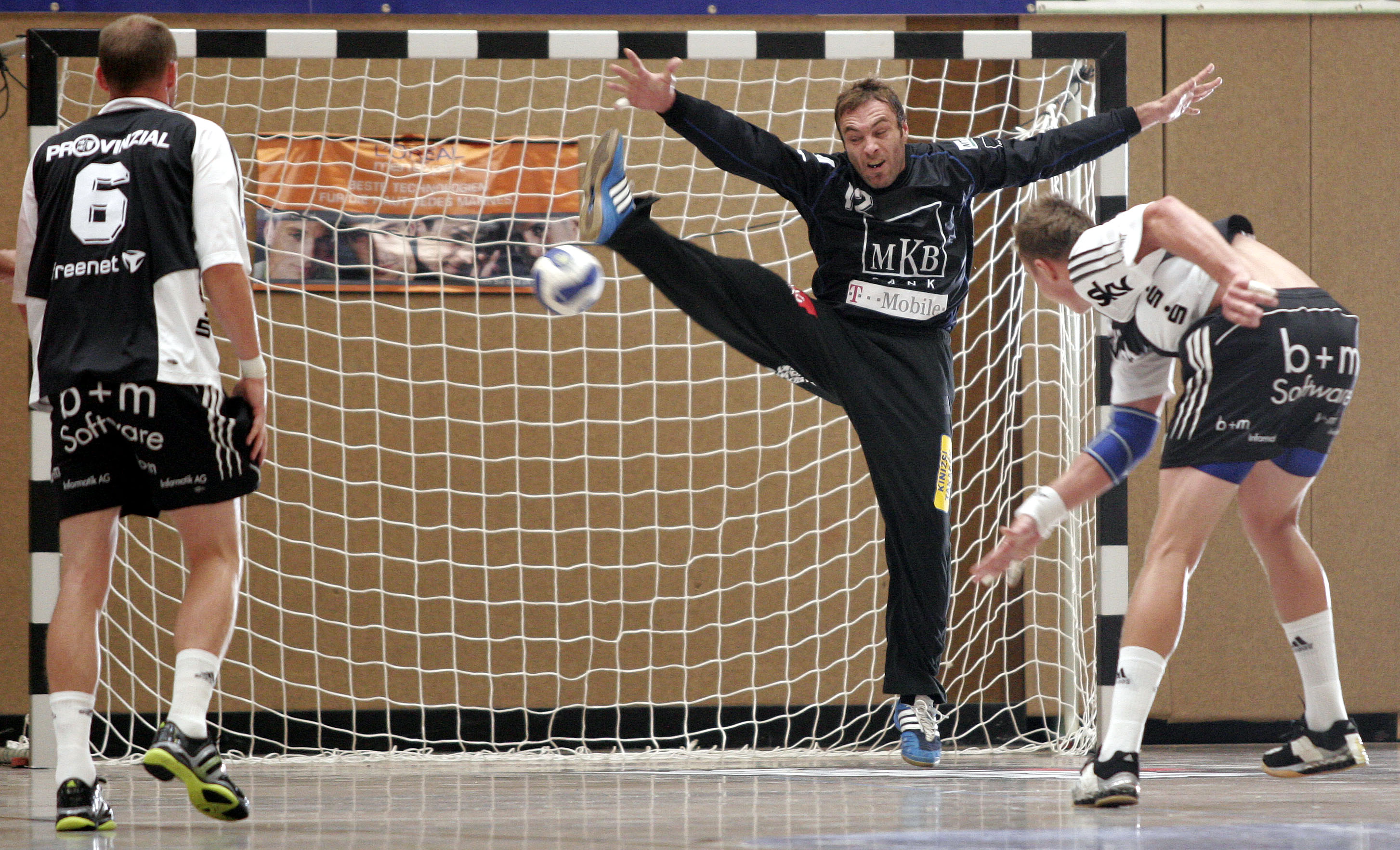
Dejan Perić

Der Handballtorwart (auch Torhüter, Torsteher, Torspieler und speziell in der Schweiz  Goalie genannt) ist im Handball der defensivste Spieler einer Mannschaft. Seine Hauptaufgabe ist es zu verhindern, dass der Ball ins Tor der eigenen Mannschaft gelangt.

## Ausrüstung
Ein Handballtorhüter muss ein Trikot mit Nummer (auf Vorder- und Rückseite) tragen, dessen Farbe sich von den Feldspielern der eigenen Mannschaft und der gegnerischen Mannschaft (einschließlich deren Torhüter) unterscheidet. Ist dies nicht gewährleistet, so muss er beispielsweise ein teiltransparentes Trainingsleibchen zur besseren Unterscheidung überziehen. Die meisten Torhüter tragen auch eine lange Trainingshose und männliche Torhüter fast ausnahmslos einen Tiefschutz (Suspensorium). Das Tragen von Sportschuhen ist nach Regel 4:9 vorgeschrieben.
Im Gegensatz zu Fußballtorwarten tragen Torhüter im Handball keine Torwarthandschuhe. Dies ist zudem seit 2016 nach Regel 4.9 der IHF verboten. Gesichtsmasken wurden zwar früher mehrfach diskutiert, sind aber (nach Regel 4:9) ebenso verboten wie Kopfschutz, sichtbares Piercing, Halsketten, Ohrschmuck, Brillen ohne Haltebänder und ähnliche, den Gegenspieler unter Umständen gefährdende Gegenstände.

## Regeln für den Torwart
Ein Torwart kann auch gegen einen siebten Feldspieler ausgewechselt werden. Genauso kann ein Feldspieler jederzeit die Position des Torwarts einnehmen, indem dieser durch ein Leibchen als Torwart gekennzeichnet wird. Die Regel 5 Der Torwart, befasst sich ausschließlich mit den für den Torwart geltenden Regeln.
Für die Torhüter gelten eine Reihe von Sonderregeln, insbesondere innerhalb des eigenen Torraumes. So darf der Torwart, zum Zwecke der Ballabwehr, im Torraum den Ball mit allen Körperteilen berühren. Dabei gelten für ihn im Torraum nicht die Drei-Sekunden-Regel (Regel 7:2), die Drei-Schritte-Regel (Regel 7:3), die Ball-tippen Vorschrift („Zweimal“) (Regel 7:4) und die mehrfache Ballberührung ohne Bodenkontakt des Balles (Regel 7:7).
Verzögert er allerdings absichtlich das Abspiel des Balles, so können die Schiedsrichter auf Passives Spiel entscheiden.
Der Torwart kann jederzeit den Torraum ohne Ball verlassen und im Spielfeld mitspielen. Dann gelten für ihn die gleichen Regeln wie für jeden Feldspieler auch. Er darf den Torraum mit dem nicht unter Kontrolle gebrachten Ball verlassen und ihn im Spielfeld weiterspielen (Regel 5:4).
Er darf jedoch nicht den Torraum mit dem unter Kontrolle gebrachten Ball verlassen, wenn ein Abwurf angepfiffen war (Regel 5:6). Wenn er sich im Torraum befindet darf er nicht einen außerhalb des Torraums am Boden liegenden oder rollenden Ball berühren (Regel 5:7) oder hereinholen (Regel 5:8). Auch darf er nicht mit dem Ball vom Spielfeld in den Torraum zurückgehen (Regel 5:9). Einen sich bereits in Richtung Spielfeld bewegenden oder im Torraum liegenden Ball darf er nicht mit dem Unterschenkel oder dem Fuß berühren (Regel 5:10).
Bei einem Siebenmeter der gegnerischen Mannschaft darf er nicht die Torwartgrenzlinie (4-m-Linie) oder deren gedachte Verlängerung auf beiden Seiten überschreiten, bevor der Ball die Hand des Werfers verlassen hat (Regel 5:11).
Berührt der Torwart den Ball zuletzt, bevor er ohne Torerfolg die Grundlinie überquert, bekommt der Torwart den Ball zum Abwurf aus dem eigenen Torraum zugesprochen. Überquert der Ball allerdings die Seitenauslinie, so bekommt die angreifende Mannschaft einen Einwurf.
Der Torhüter wird gelegentlich auch als 7. Feldspieler eingesetzt oder durch einen Feldspieler ersetzt. Meist geschieht dies kurz vor Ende eines Spiels, wenn die angreifende Mannschaft nach Toren knapp zurückliegt. Damit sollen die Chancen auf einen Sieg oder ein Unentschieden erhöht werden.

## Aufgaben und Anforderungen an einen Handballtorwart
Die primäre Aufgabe des Handballtorwartes ist es zu verhindern, dass der Ball durch die gegnerische Mannschaft die eigene Torlinie im vollen Durchmesser überquert, das heißt, dass die gegnerische Mannschaft ein Tor erzielt. Bei gehaltenen oder verworfenen  Bällen muss der Torwart im modernen Tempohandball den Ball möglichst schnell wieder ins Spiel bringen. Dadurch kann die eigene Mannschaft über Tempogegenstöße oder die sogenannte „zweite Welle“ zum Torerfolg kommen. Durch die schnelle Mitte können auch gegnerische Treffer, eingeleitet durch ein schnelles Zuspiel des Torwartes, gekontert werden. Gelegentlich kommen auch Torhüter selbst zum Torerfolg, beispielsweise indem sie den Ball über das Spielfeld hinweg ins Tor des gegnerischen Torhüters werfen, wenn sich dieser zu weit vor seinem eigenen Tor aufhält. Der Torhüter Johannes Bitter konnte so in seinen 112 Länderspielen zwei Tore erzielen.
Die Körperlänge ist gerade im Profibereich ein Kriterium für einen Torhüter. Eine Grundregel lautet dabei zwar „je länger desto besser“ (der verstorbene Bundesligatorhüter Dieter Bartke hatte eine Körperlänge von 2,16 m), jedoch können körperliche Nachteile durch andere Eigenschaften wie Sprungkraft und Beweglichkeit oft mehr als nur kompensiert werden. Wieland Schmidt hat beispielsweise 1,85 m und Henning Fritz 1,88 m Körperlänge. Wichtiger sind schnelle Reflexe, eine rasche Auffassungsgabe und die Fähigkeit zur Antizipation. Torhüter müssen Spielsituationen antizipieren können, erleichtert wird dies durch ein über die Jahre angeeignetes Repertoire an Standardsituationen. In der Sportwissenschaft werden diese Standardsituationen auch Aktionsmuster genannt. Grundvoraussetzung sind eine gewisse Furchtlosigkeit vor dem geworfenen Ball und dem Zusammenprall mit den Angreifern sowie Nervenstärke in Stresssituationen.

## Typische Verletzungen
Probleme im Ellbogenbereich sind bei Handballtorhütern ausgesprochen verbreitet. In einer 1992 in Norwegen durchgeführten Studie berichteten 329 von 729 Handballtorhütern (45 %) über Schmerzen im Bereich der Ellbogen, während nur 166 von 4120 Feldspielern (4,0 %) über entsprechende Beschwerden klagten. In einer zweiten Befragung berichteten von den 729 Torhütern (41 %) von akuten Problemen im Ellbogenbereich und weitere 34 % von zurückliegenden Problemen.
Die Beschwerden waren wiederkehrende Schmerzen und verletzungsbedingte Ausfälle unterschiedlicher Dauer. Ursache für diese Verletzungen sind offensichtlich wiederholte extreme Überstreckungen des Ellbogengelenkes. Die Autoren bezeichnen das Syndrom als handball goalie's elbow („Handballtorwart-Ellbogen“). Die korrekte deutsche Bezeichnung für diese Verletzung lautet ellenseitige Kapselbandläsion. Das Hyperextensionstrauma des Ellbogens kommt auch bei Hebel- und Haltetechniken im Judo vor.
Die Ursache der Schmerzen liegt möglicherweise in einer Schädigung des Ellbogennerves Nervus ulnaris. Die Klärung der Frage ist Gegenstand aktueller Forschungen, um geeignete Präventionen und Behandlungsmöglichkeiten zu entwickeln.

## Bekannte Handballtorhüter

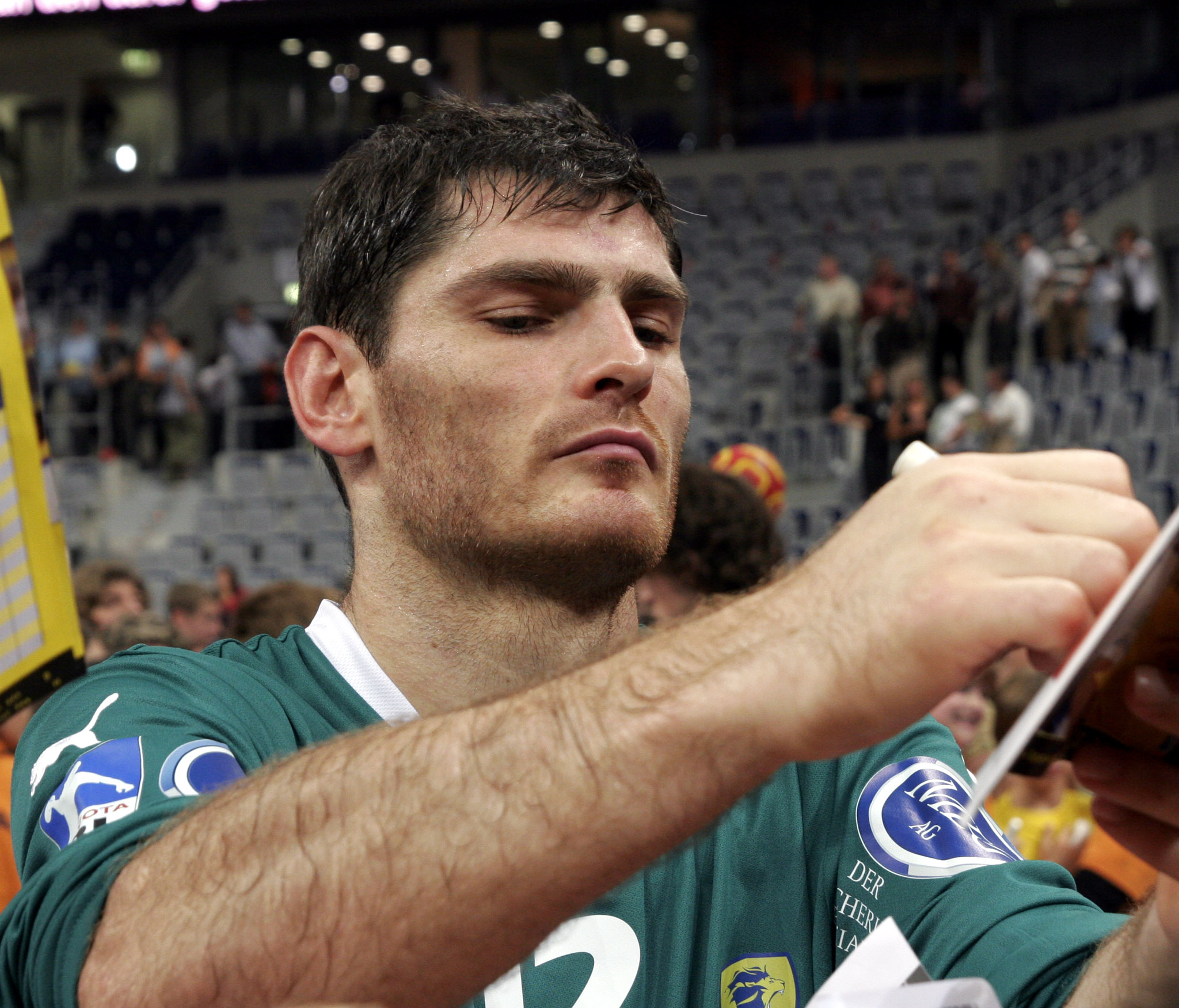
Henning Fritz

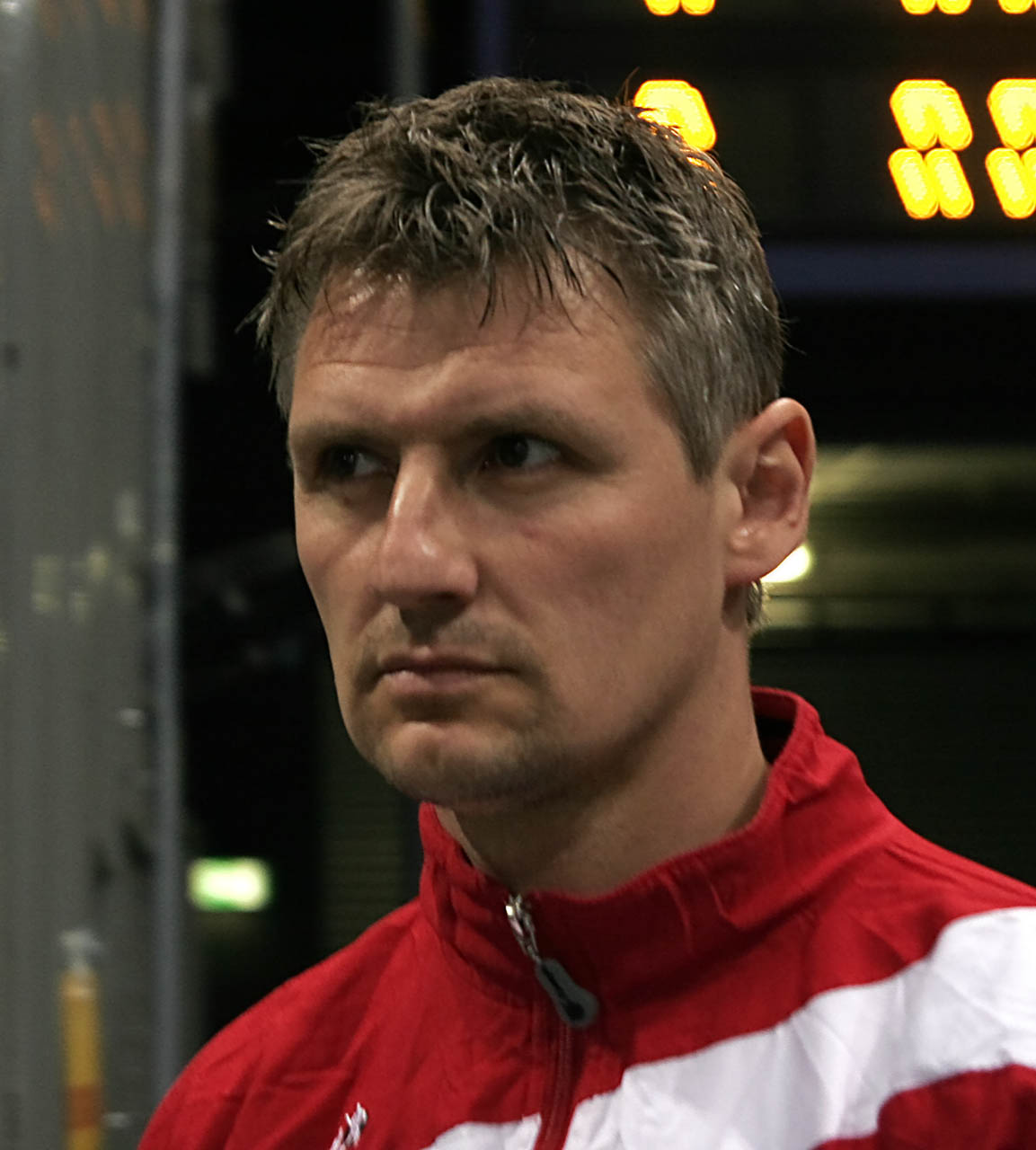
Peter Gentzel

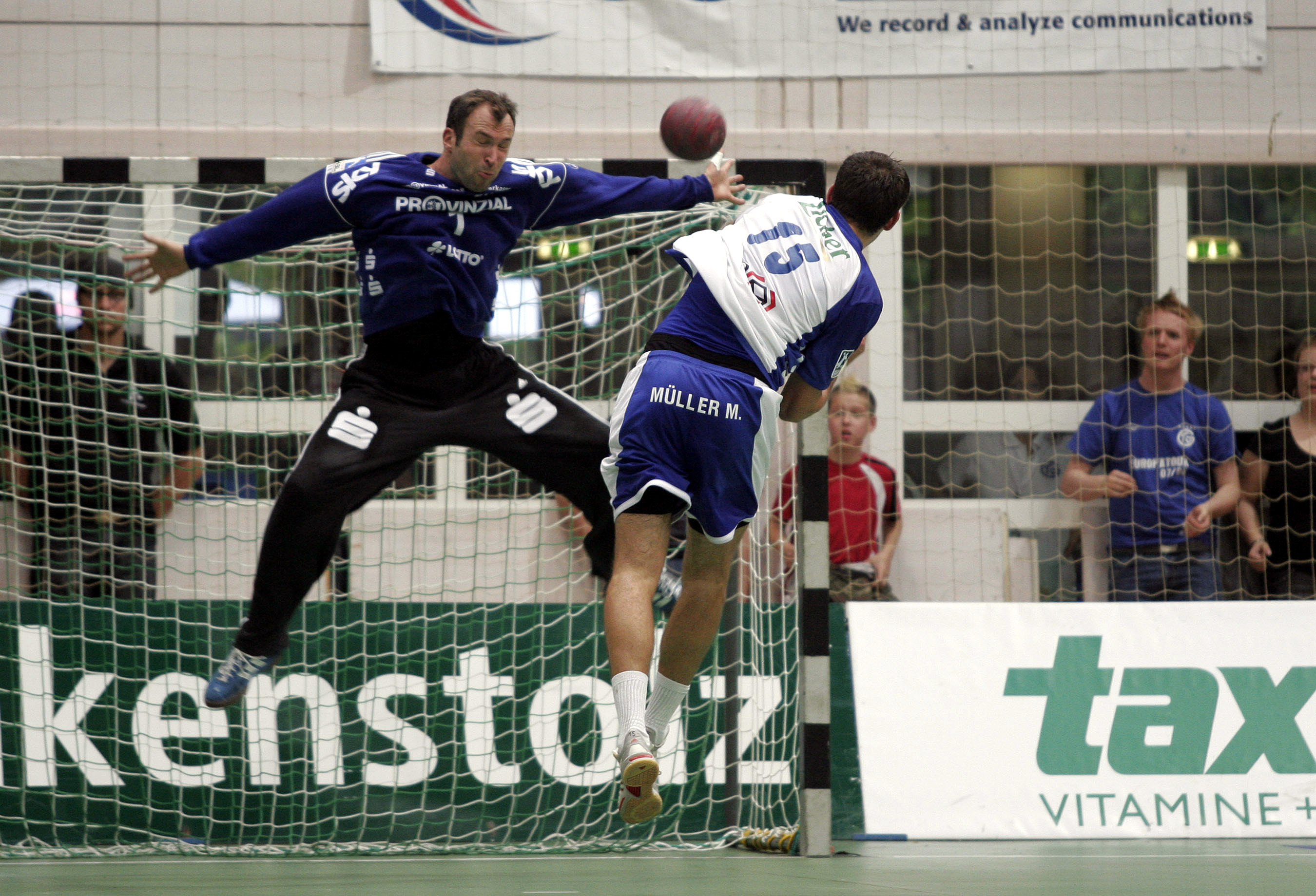
Thierry Omeyer mit einem Hampelmann

- Mattias Andersson (* 1978), mehrmaliger deutscher Meister, Europameister 2000 mit Schweden
- Johannes Bitter (* 1982), EHF-Pokal-Gewinner, Weltmeister 2007, Deutscher Meister 2011
- Henning Fritz (* 1974), Weltmeister 2007, Welthandballer 2004
- Martin Galia (* 1979), in der Saison 2005/06 mit 508 Paraden bester Torwart der Bundesliga, EHF-Pokalfinale 2006
- Peter Gentzel (* 1968), 213 Länderspiele für Schweden, dreimal Europameister, Weltmeister
- Stefan Hecker (1959–2019), mehrmaliger deutscher Meister und Pokalsieger, Handballer des Jahres 1990
- Silvio Heinevetter (* 1984), 2004 Junioren-Europameister, EHF-Pokalsieger 2007
- Manfred Hofmann (* 1948), Handballer des Jahres 1979, Weltmeister 1978
- Jan Holpert (* 1968), Rekordspieler 1. Bundesliga – meiste Einsätze
- Kasper Hvidt (* 1976), Europameister 2008, Bronze EM 2002, 2004, 2006 und WM 2007
- Michael Krieter (* 1963), Deutscher Handballmeister mit THW Kiel 1994–96, 1998; Deutscher und EHF-Pokalsieger 1998
- Niklas Landin Jacobsen (* 1988), Europameister 2012, Weltmeister 2019
- Andrei Lawrow (* 1962), dreimal Olympiasieger, Weltmeister und Europameister
- Cecilie Leganger (* 1975), Weltmeisterin 1999, Welthandballerin 2001
- Thierry Omeyer (* 1976), mehrmaliger französischer und deutscher Meister, viermal Weltmeister, zweimal Europameister, Olympiasieger, Welthandballer
- Christian Ramota (* 1973), Europameister 2004
- Sigi Roch (* 1959), Silbermedaille Olympische Spiele 1984, einmal Europapokalsieger, zweimal Deutscher Meister, dreimal Deutscher Pokalsieger
- Wieland Schmidt (* 1953), Olympiasieger 1980 mit der DDR
- Arpad Šterbik (* 1979), Welthandballer 2005, mehrmals ungarischer und spanischer Meister
- Sławomir Szmal (* 1978), Welthandballer 2009, polnischer Nationaltorhüter
- Andreas Thiel (* 1960), Spitzname: Der Hexer, siebenmal Handballer des Jahres, fünfmal Deutscher Meister
- Andreas Wolff (* 1991), Europameister 2016 mit Deutschland